# Drífa Viðar
Drífa Viðar (* 5. März 1920 in Reykjavík; † 19. Mai 1971 ebenda) war eine isländische Schriftstellerin.

## Leben
Drífa Viðar war Tochter des Bankbeamten Einar Viðar und der Klavierlehrerin Katrín Viðar (geborene Norðmann) und wuchs in Reykjavík auf. Die Komponistin Jórunn Viðar (1918–2017) war ihre Schwester. 1938 legte Drífa Viðar ihr Abitur ab. Sie beschäftigte sich sowohl in Island als auch in den USA und in Frankreich mit Kunstmalerei. Sie wurde cand. phil. und war als Lehrerin tätig. Seit 1947 war sie mit dem Arzt Skúli Thoroddsen verheiratet und lebte als Hausfrau in Reykjavík. Das Ehepaar hatte vier Kinder.
Drífa verfasste den Roman Fjalldalslilja und veröffentlichte einen Band mit Erzählungen unter dem Titel Dagar við vatnið. Darüber hinaus stammen von ihr Schauspiele und Hörspiele für Kinder.

## Werke
- Fjalldalslilja. Heimskringla, Reykjavík 1967.
- Dagar við vatnið. Heimskringla, Reykjavík 1971.